# Instituto de Higiene
El edificio del Instituto de Higiene fue la sede de la sección administrativa y estadística de esta institución, que sentó las bases de lo que sería el Instituto de Salud Pública de Chile, y cuya función era contribuir a la mejora de la salud en el país y mantener la higiene pública en la ciudad de Santiago. Ubicado en la comuna de Independencia, se declaró Monumento Nacional de Chile, en la categoría de Monumento Histórico, mediante el Decreto Exento N.º 646, del 26 de junio de 1984. Desde 1988 el edificio pertenece a la Policía de Investigaciones (PDI).

## Historia
A partir del siglo xviii emergió paulatinamente la idea de que la higiene pública e individual eran un problema social de gran escala. Así surgió el higienismo, corriente que postula que es responsabilidad de los gobiernos preservar las condiciones de salud mínimas en la población. A mediados del siglo xix, con la llegada de la urbanización y la industrialización, amplificadas por la migración campo-ciudad, las condiciones de insalubridad en las urbes chilenas llegaron a su punto más alto.
El 15 de septiembre de 1892 el presidente Jorge Montt Álvarez fundó el Consejo Superior de Higiene bajo la supervisión del Ministerio del Interior, encabezado por Ramón Barros Luco. Junto con el consejo se creó el Instituto de Higiene, que se instaló en la ribera norte del río Mapocho, en terrenos ganados a su lecho luego de las obras de canalización efectuadas entre 1888-1891. El arquitecto del edificio fue Emilio Jecquier, quien también diseñó la Estación Mapocho, inaugurada en 1912 en la ribera sur del río, precisamente frente al Instituto.
Su principal misión era disminuir el problema de salubridad enfermedad en Santiago mediante la investigación científica y nuevas tecnologías de identificación y control. Entre sus funciones destacan estudios sobre la salud pública y privada, análisis químicos, bacteriológicos y microscópicos de posibles agentes patógenos, y recopilar las información necesaria para las estadísticas médicas y demográficas. Entre sus logros están la implementación de la vacuna antirrabica.
En 1924, la Junta Militar de Gobierno encabezada por el general Luis Altamirano Talavera cerró el instituto definitivamente. Un mes antes se había creado el Ministerio de Higiene, Asistencia y Previsión Social, actual Ministerio de Salud. Ante el reclamo de una institución que vele por la salud pública, se creó el Instituto Bacteriológico de Chile, que inicialmente ocupó el mismo edificio del Instituto de Higiene, pero más tarde fue trasladado a otra ubicación en Santiago. En 1936 el edificio fue traspasado al Ministerio de Salubridad Pública, y cuando se creó el Servicio Nacional de Salud en 1952 pasó a esta institución. En el año 1977 fue transferido a la Central Nacional de Informaciones (CNI) y en 1988 a la Policía de Investigaciones (PDI).
En la actualidad funciona como estacionamiento para funcionarios de dicha institución, ya que debido al terremoto del 2010 la estructura fue seriamente dañada y no puede ser utilizada hasta que se repare.